# 談藝錄
《談藝錄》，錢鍾書作品。
《談藝錄》一書最初寫於1939年冬，錢鍾書在湖南安化縣藍田鎮（今漣源）蓝田国立师院外文系任教之時，由冒景璠提議，每完成一稿，交由吳忠匡審校，“始屬稿湘西，甫就其半”。兩年後，回到上海，又補寫《談藝錄》另一半。1942年初稿完成，隨後又不断补充修订。1948年由上海開明書店出版。1983年再增補訂稿。1984年中華書局出版。
夏志清認為：「錢著《談藝錄》是中國詩話裡集大成的一部巨著，也是第一部廣採西洋批評來譯註中國詩學的創新之作」。曹聚仁在《我與我的世界》（1972）一書中說：「勝利以後，回到上海，讀了錢鍾書先生的《談藝錄》，才算懂得一點舊詩詞」。然而，海外學者一開始對於《談藝錄》評價並不高。夏志清就說過，儘管該書「眼光正確，範圍驚人，旁徵博引……，卻沒有能替中國詩的急需重新估價立下基礎」。周振甫又著有《〈談藝錄〉補訂本的文藝論》。